# Donald Hebb
Donald O. Hebb (Chester, Nueva Escocia,1904-1985) es considerado el pionero de la biopsicología. Aspiraba a escribir novelas pero escogió el campo de la educación y se convirtió en un director escolar en la provincia de Quebec. Los escritos de James, Freud y Watson estimularon su interés por la psicología. Estando como estudiante graduado de tiempo parcial en la Universidad McGill, conoce los trabajos de Pavlov. 
Es más conocido por su teoría de la aprendizaje hebbiano, que introdujo en su obra clásica de 1949 Organization of Behavior. Se le ha descrito como el padre de la neuropsicología y las  redes neuronales. Una encuesta de Review of General Psychology, publicada en 2002, clasificó a Hebb como el 19.º psicólogo más citado del siglo XX. Sus puntos de vista sobre el aprendizaje describían el comportamiento y el pensamiento en términos de función cerebral, explicando los procesos cognitivos en términos de conexiones entre conjuntos de neuronas.
Fue a trabajar con Karl Lashley y en 1936 obtiene un doctorado en Harvard estudiando los efectos que se producen en las ratas en la percepción del tamaño y el brillo. Posteriormente estudia el impacto de la cirugía y el daño cerebral, pruebas de inteligencia animal, procesos emocionales en chimpancés, y otros. Retorna a Canadá desarrollando su actividad en la Universidad McGill. 

## Primeros años
Donald Hebb nació en Chester, Nueva Escocia, el mayor de los cuatro hijos de Arthur M. y M. Clara (Olding) Hebb, y vivió allí hasta los 16 años, cuando sus padres se trasladaron a Dartmouth (Nueva Escocia).
Los padres de Hebb eran médicos. La madre de Donald estaba muy influenciada por las ideas de Maria Montessori, y lo educó en casa hasta los 8. Su rendimiento en la escuela primaria fue tan bueno que fue promovido al 7.º curso a los 10 años pero, como consecuencia de suspender y luego repetir el 11.º curso en Chester, se graduó en el 12.º curso a los 16 años en la Academia del Condado de Halifax. (Muchos o la mayoría de los alumnos de 9.º, 10.º y 11.º curso de la escuela de Chester suspendieron los exámenes provinciales. A los de 9.º y 10.º se les permitía avanzar a pesar de su fracaso, pero no había 12.º grado en Chester). Ingresó en la Universidad de Dalhousie con el objetivo de convertirse en novelista. Se licenció en Bachelor of Arts en 1925. Después se hizo profesor, dando clases en su antigua escuela de Chester. Más tarde, trabajó en una granja en Alberta y luego viajó, trabajando como obrero en Quebec.

## Carrera
En 1928, se convirtió en estudiante de posgrado en la Universidad McGill. Pero, al mismo tiempo, fue nombrado director del instituto Verdun, en los suburbios de Montreal. Trabajó con dos colegas de la universidad, Kellogg y Clarke, para mejorar la situación. Adoptó un enfoque más innovador de la educación, por ejemplo, asignando tareas escolares más interesantes y enviando fuera a quienes se portaban mal (convirtiendo las tareas escolares en un privilegio). En 1932 completó su maestría en psicología en la McGill bajo la dirección del eminente psicólogo Boris Babkin. La tesis de máster de Hebb, titulada Reflejos condicionados e incondicionados e inhibición, intentaba demostrar que los reflejos esqueléticos se debían al aprendizaje celular.
A principios de 1934, la vida de Hebb estaba de capa caída. Su esposa había muerto, tras un accidente de coche, el día de su vigésimo noveno cumpleaños (22 de julio de 1933). Su trabajo en la escuela de Montreal iba mal. En sus palabras, estaba "derrotado por la rigidez del plan de estudios de las escuelas protestantes de Quebec". El enfoque de los estudios en McGill iba más en la dirección de la educación y la inteligencia, y Hebb estaba ahora más interesado en la psicología fisiológica y era crítico con la metodología de los experimentos que allí se realizaban.
Decidió abandonar Montreal y escribió a Robert Yerkes en Yale, donde le ofrecieron un puesto para estudiar un doctorado. Sin embargo, Babkin convenció a Hebb para que estudiara con Karl Lashley en la Universidad de Chicago.
En julio de 1934, Hebb fue aceptado para estudiar con Karl Lashley en la Universidad de Chicago. Su tesis se tituló "El problema de la orientación espacial y el aprendizaje de lugares". Hebb, junto con otros dos estudiantes, siguió a Lashley a la Harvard en septiembre de 1935. Aquí tuvo que cambiar su tesis. En Harvard, realizó su investigación de tesis sobre los efectos de la privación visual temprana en la percepción del tamaño y el brillo en una rata. Es decir, crio ratas en la oscuridad y otras en la luz y comparó sus cerebros. En 1936 se doctoró en Harvard. Al año siguiente trabajó como ayudante de investigación de Lashley y como asistente de enseñanza de psicología introductoria para Edwin G. Boring en el Radcliffe College. Pronto se publicó su tesis de Harvard y terminó la que había empezado en la Universidad de Chicago.
En 1937, Hebb se casó con su segunda esposa, Elizabeth Nichols Donovan. Ese mismo año, siguiendo un consejo de su hermana Catherine (ella misma estudiante de doctorado con Babkin en la Universidad McGill), solicitó trabajar con Wilder Penfield en el Instituto Neurológico de Montreal. Allí investigó el efecto de la cirugía y las lesiones cerebrales en el funcionamiento del cerebro humano. Vio que el cerebro de un niño podía recuperar parcial o totalmente su función cuando se le extirpaba una parte, pero que un daño similar en un adulto podía ser mucho más perjudicial, incluso catastrófico. De ahí dedujo el destacado papel que desempeñaba la estimulación externa en los procesos de pensamiento de los adultos. De hecho, demostró que la falta de esta estimulación provocaba una disminución de las funciones y, en ocasiones, alucinaciones.
También se mostró crítico con los tests de inteligencia Stanford-Binet y Wechsler para su uso con pacientes de cirugía cerebral. Estas pruebas se diseñaron para medir la inteligencia general, mientras que Hebb creía que las pruebas debían diseñarse para medir efectos más específicos que la cirugía pudiera haber tenido en el paciente. Junto con N.W. Morton, creó el Test de Comprensión Adulta y el Test de Anomalías de la Imagen.
Utilizando el test de anomalías en la imagen, proporcionó la primera indicación de que el lóbulo temporal derecho estaba implicado en el reconocimiento visual. También demostró que la extirpación de grandes partes del lóbulo frontal tenía poco efecto sobre la inteligencia. De hecho, en un paciente adulto, al que se le extirpó una gran parte de los lóbulos frontales para tratar su epilepsia, observó "una sorprendente mejoría postoperatoria de la personalidad y la capacidad intelectual." A partir de este tipo de resultados, empezó a creer que los lóbulos frontales desempeñaban un papel decisivo en el aprendizaje sólo en las primeras etapas de la vida.
En 1939, fue nombrado profesor en la Queen's University. Para poner a prueba su teoría sobre el papel cambiante de los lóbulos frontales con la edad, diseñó con Kenneth Williams un laberinto de recorrido variable para ratas llamado laberinto de Hebb-Williams, un método para probar la inteligencia animal utilizado posteriormente en innumerables estudios. Utilizó el laberinto para probar la inteligencia de ratas cegadas en diferentes etapas de desarrollo, demostrando que "hay un efecto duradero de la experiencia infantil en la capacidad de resolución de problemas de la rata adulta." Esto se convirtió en uno de los principios fundamentales de la psicología del desarrollo, ayudando más tarde a quienes defendían la importancia de los programas Head Start propuestos para niños en edad preescolar en barrios económicamente pobres.
En 1942, se trasladó a Orange Park, Florida para trabajar de nuevo con Karl Lashley, que había sustituido a Yerkes como director de los Laboratorios Yerkes de Biología de Primates en el Yerkes National Primate Research Center. Aquí, estudiando el comportamiento de los primates, Hebb desarrolló pruebas emocionales para chimpancés. Sin embargo, los experimentos fueron un tanto infructuosos, ya que los chimpancés resultaron ser difíciles de enseñar. Durante el transcurso de su trabajo allí, Hebb escribió La organización del comportamiento: Una teoría neuropsicológica, su libro pionero que exponía la teoría de que la única forma de explicar el comportamiento era en términos de función cerebral.
Posteriormente, regresó a la Universidad McGill para convertirse en profesor de psicología en 1947 y fue nombrado director del departamento en 1948. Aquí volvió a trabajar con Penfield, pero esta vez a través de sus alumnos, entre los que se encontraban Mortimer Mishkin, Haldor Enger Rosvold y Brenda Milner, todos los cuales ampliaron su anterior trabajo con Penfield sobre el cerebro humano.
Su esposa Elizabeth murió en 1962. En 1966, Hebb se casó con su tercera esposa, Margaret Doreen Wright (de soltera Williamson), viuda.
Hebb permaneció en McGill hasta su jubilación en 1972. Permaneció en McGill tras su jubilación durante unos años, en el Departamento de Psicología como profesor emérito, dirigiendo un curso de seminario obligatorio para todos los estudiantes graduados del departamento.
En 1977 Hebb se retiró a su lugar de nacimiento en Nueva Escocia, donde terminó su último libro, Ensayo sobre la mente. Fue nombrado profesor honorario de psicología en su alma mater, Dalhousie, y allí participó regularmente en coloquios hasta su muerte, a los 81 años, en 1985. Le sobrevivieron dos hijas (ambas de su segundo matrimonio), Mary Ellen Hebb y Jane Hebb Paul.

## Hebb y la biopsicología
El estudio de la biología del comportamiento de los animales, tiene una larga historia, pero la biopsicología no se convirtió en una disciplina neurocientífica importante hasta el siglo XX. Aunque no sea posible determinar la fecha exacta del nacimiento de esta ciencia, la publicación de The Organization of Behavior (La Organización del Comportamiento) en 1949 desempeñó un papel clave en su aparición.
En su libro, Hebb desarrolló la primera teoría comprensible sobre el modo en que los fenómenos psicológicos tan complejos como las percepciones, las emociones, los pensamientos y la memoria, pueden ser producidos por la actividad cerebral. Al hacerlo, su teoría hizo mucho por desacreditar la idea de que el funcionamiento psicológico es demasiado complejo como para encontrar sus raíces en la fisiología y la química del cerebro.
Hebb basó su teoría en experimentos, tanto con seres humanos como con animales de laboratorio, en estudios clínicos y en argumentos lógicos desarrollados a partir de sus propias observaciones de la vida. Este enfoque ecléctico se ha convertido en una marca distintiva de la investigación en biopsicología.

## Principio básico
Su principal aporte se relaciona con la formación de ensambles neuronales regidos por el siguiente principio:
“Cuando el axón de una célula A está lo suficientemente cerca de una célula B como para excitarla y participa repetida o persistentemente en su disparo, ocurre algún proceso de crecimiento o cambio metabólico, en una o ambas células, de tal modo que la eficacia de A en disparar a B se ve aumentada”.
Este principio (o Ley de Hebb), en ciencia cognitiva, se denomina la “Regla de Hebb” y provee el algoritmo básico de aprendizaje mediante redes neuronales artificiales.

## Asambleas neuronales
Para elaborar un recuerdo, la red neuronal inmortaliza la asociación de un grupo en particular fortaleciendo sus enlaces anteriormente débiles. Las conjunciones reforzadas permiten que sus neuronas disparen juntas otra vez. Cuando unas cuantas se disparan, lanzan a sus compañeras inactivas por los caminos ligeramente gastados que las separan. Como una fila de piezas de dominó, caen arrastrándose unas a otras hacia un destino común. Se rejuvenece la antigua pauta, y con ello, se hace una recapitulación de la imagen original.
La propuesta central siguió siendo una teoría hasta la llegada de técnicas experimentales para tomar medidas eléctricas de células cerebrales individuales. En una refrescante afirmación física de la abstracción matemática, los datos demuestran que las neuronas del cerebro vivo se comportan como predijo Hebb. El cerebro elabora recuerdos intensificando los apareamientos entre las neuronas que disparan de forma concurrente.

## La teoría de Hebb
A partir del principio mencionado, Hebb establece una teoría psicológica que siguió de cerca los avances en la investigación neurofisiológica. En su libro presenta una teoría de la conducta basada en la fisiología del sistema nervioso e intenta encontrar algo en común en las concepciones psicológicas y neurológicas.
Afirma que la psicología tiene una relación íntima con las otras ciencias biológicas y puede encontrar ayuda en ellas. Hay una superposición considerable en los problemas de la psicología y los de la neurofisiología; de allí la posibilidad (o necesidad) de la ayuda recíproca.
El problema de comprender la conducta es el problema de comprender la acción del sistema nervioso, y viceversa. No es lógicamente posible que uno sea determinista en física, química y biología, y místico en psicología.
Respondiendo a los fuertes ataques de que es objeto la psicología “fisiologizante”, Hebb escribe que ellos se originan en los intentos realizados años atrás, los cuales pretendían reducir la psicología a una neurofisiología demasiado simple e incompleta. Con los grandes progresos de la investigación neurofisiológica acaecidos durante las últimas décadas, las condiciones han cambiado totalmente.

## Aprendizaje de Hebb
Para ilustrar la idea básica, consideraremos la clásica experiencia de Iván Pavlov acerca de la respuesta condicionada de un perro. Consideremos tres neuronas A, C y B. La neurona A recibe sonido desde una campanilla, la neurona C recibe la imagen de la comida ofrecida al perro, mientras que la neurona B, al quedar excitada, activa el proceso de salivación en el perro. 
Entrada de sonido → A → B → Salivación
Entrada visual →→ C → ∕ 
Supongamos que la excitación de C, causada por la visualización de la comida, es suficiente para excitar a B, dando lugar a la salivación. Supongamos, además, que en ausencia de estímulo adicional, la excitación de A, al oír la campanilla, no basta para dar lugar al disparo de B.
Permitamos que C dé lugar a que B dispare mostrando comida al sujeto, y, mientras B sigue disparando, estimulemos a A haciendo sonar una campanilla. Dado que B sigue disparando, A participa ahora en la excitación de B, aun cuando por sí sola A no sería suficiente para dar lugar a que B dispare.
En esta situación, la suposición de Hebb determina que se produce algún cambio entre A y B, de tal modo que la influencia de A sobre B se ve incrementada. Si el experimento se repite con suficiente frecuencia, A será capaz de lograr, finalmente, que se dispare B incluso en ausencia de la estimulación visual procedente de C. Entonces, si se hace sonar la campanilla, pero no se muestra la comida, seguirá produciéndose la salivación, porque la excitación debida únicamente a A es ahora suficiente para lograr que B dispare.
Dado que la conexión entre neuronas se hace a través de las sinapsis, es razonable suponer que cualquier cambio que pueda tener lugar durante el aprendizaje deberá producirse en ellas. Hebb sostenía la teoría de que aumentaba el área de la unión sináptica. Teorías más recientes afirman que el responsable es un incremento de la velocidad con que se libera el neurotransmisor en la célula presináptica.
En todo caso, ciertamente hay cambios que se producen en la sinapsis. Tanto si la célula presináptica como la postsináptica resultaran alteradas en su totalidad, se podrían reforzar otras respuestas que no estuviesen relacionadas con el experimento condicionante.

## Polémica
Donald Hebb es señalado como el autor de los estudios iniciales sobre de privación sensorial, los cuales se sospecha fueron posiblemente la base de sustentación empírica para la redacción de los manuales para torturar de la CIA.